# 卜偃
卜偃（？—？），《国语》作郭偃，春秋时期晋国占卜官。

## 生平
虢序的之後代。卜偃生活在晋献公、晋惠公、晋怀公、晋文公的时代，其预言多應驗。前661年，他预言毕万之后必大。前658年，预言虢必亡矣。前655年，在晋国灭虢国之前，肯定必克虢国。前646年，他认为国家将有险些亡国的大难。次年，韩原之战，晋惠公被秦国俘虏。前637年，晋怀公杀狐突，他认为晋怀公将败。前635年，他说晋文公迎接周襄王对晋国有利。前628年，晋文公死后，他预言秦国会东征，晋国伏击将胜利。《左传》記卜偃七次占卜，无一不驗。著有法书，已失传。